# Synagogue de Batoumi
Le synagogue de Batoumi (géorgien : ბათუმის სინაგოგა, batumis sinagoga) est une synagogue à Batoumi, en Géorgie. Elle est située au 33, rue Vazha-Pshavela.

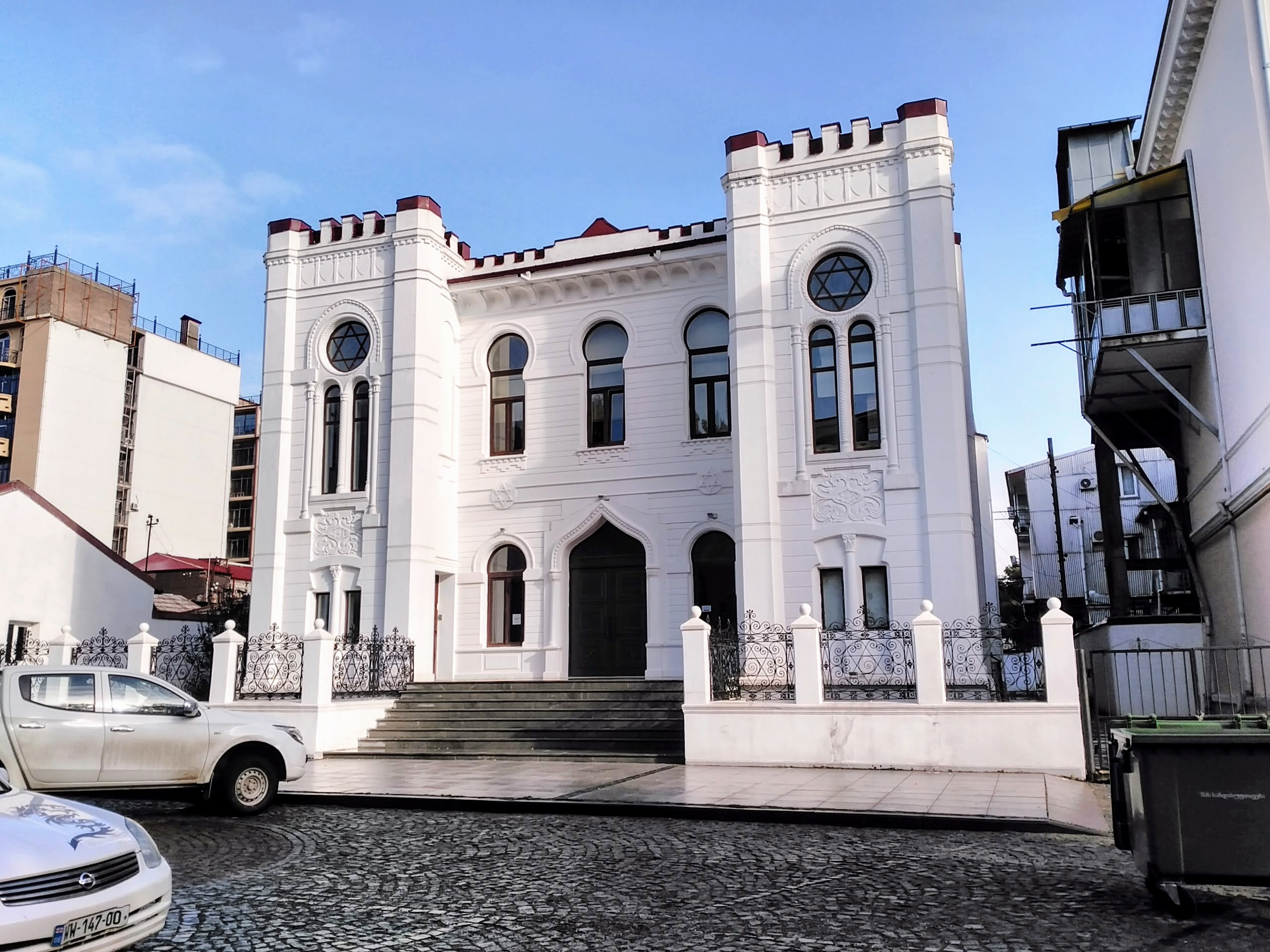
Façade de la synagogue

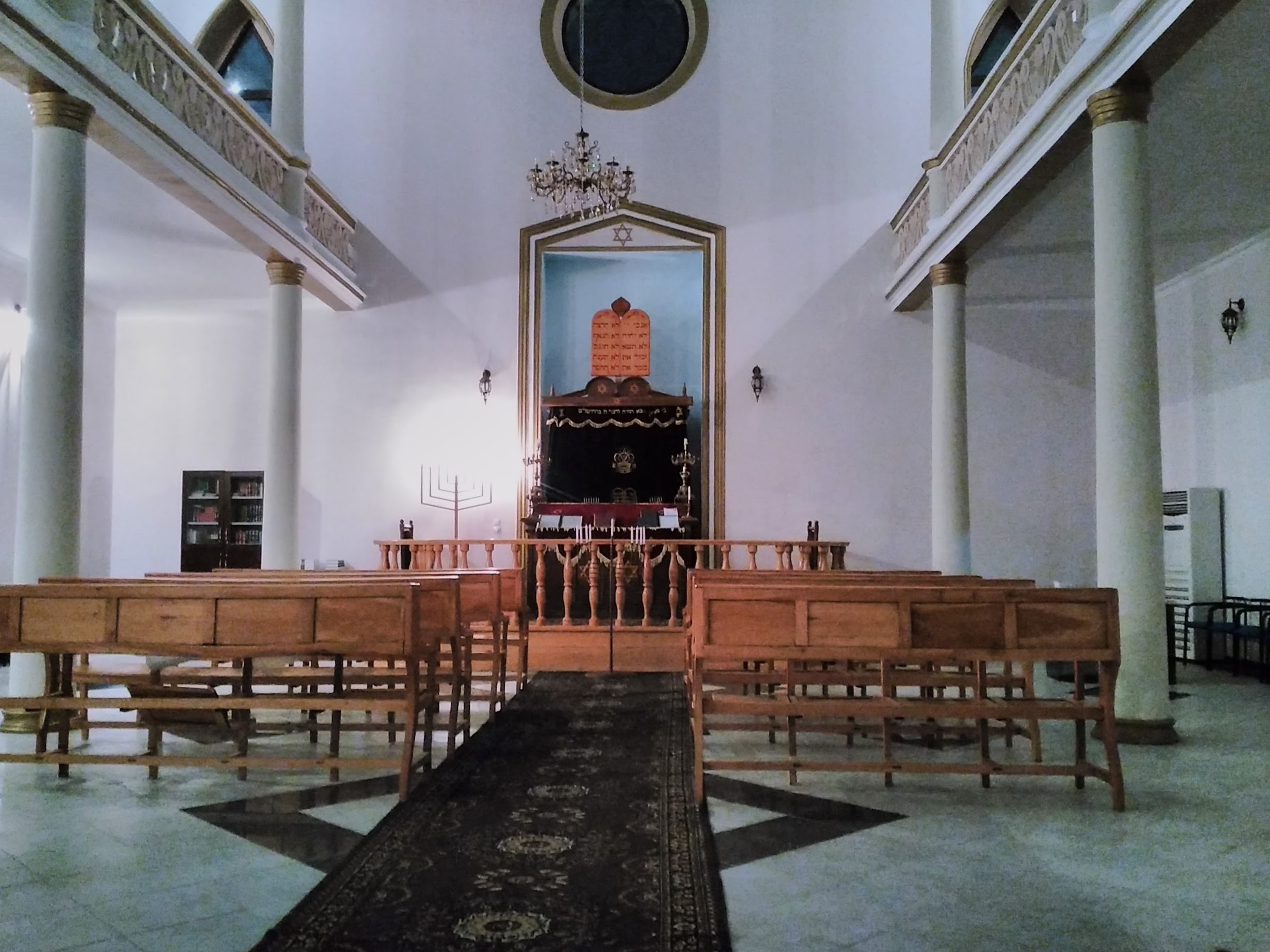
Intérieur de la synagogue

## Histoire
Lors du recensement russe de 1897, la ville compte 1 179 Juifs. Au début du XXe siècle, la communauté juive de la ville demande au tsar russe Nicolas II l'autorisation de construire une synagogue.
Elle est ainsi construite en 1904 d'après les plans de Simon (Lev) Volkovich. À la suite de l'incorporation de la Géorgie à l'Union soviétique, la synagogue, en tant que lieu de culte (la religion étant l'« opium du peuple ») est fermée à la fin des années 1920. Elle est alors utilisée comme installation sportive pendant de nombreuses années. Après l'indépendance de la Géorgie en 1993, l'administration municipale rend le bâtiment à la communauté juive de la ville. La synagogue est ensuite largement rénovée, peinte en blanc puis rouverte en 1998.
En 2011, la synagogue a été ajoutée à la liste des monuments nationaux de Géorgie.